# پرسنسیو
پرسنسیو (به اسپانیایی: Pradoluengo) یک شهرستان در اسپانیا است.